# Le Touquet Challenger 1982
Il Le Touquet Challenger 1982 è stato un torneo di tennis facente parte della categoria ATP Challenger Series nell'ambito dell'ATP Challenger Series 1982. Il torneo si è giocato a Le Touquet in Francia dal 15 al 21 agosto 1982 su campi in terra rossa.

## Vincitori

### Singolare
Jeff Simpson ha battuto in finale  Roland Stadler con il punteggio di 6–7, 6–2, 6–1

### Doppio
John Feaver /  Jan Gunnarsson hanno battuto in finale  David Graham /  Laurie Warder con il punteggio di 6–2, 5–7, 6–1